# NGC 5737
NGC 5737 је спирална галаксија у сазвежђу Волар која се налази на NGC листи објеката дубоког неба.
Деклинација објекта је + 18° 52' 50" а ректасцензија 14h 43m 12,0s. Привидна величина (магнитуда) објекта NGC 5737 износи 13,7 а фотографска магнитуда 14,5. NGC 5737 је још познат и под ознакама UGC 9488, MCG 3-37-39, CGCG 105-7, PGC 52582.